# BiS
BiS (acrônimo para Brand-new idol Society (新生アイドル研究会, Shinsei Aidoru Kenkyūkai)), é um grupo idol alternativo japonês formado em 2010 pela líder Pour Lui, após uma breve carreira solo. Com músicas, performances e vídeos que são extremamente diferentes do típico grupo idol, o BiS passou a ser conhecido como idols alternativos. Eles se separaram na Yokohama Arena em 8 de julho de 2014.
Exatamente dois anos após a separação, em 8 de julho de 2016, Pour Lui, Kenta Matsukuma e Junnosuke Watanabe anunciaram que o BiS se reformaria com uma nova formação incluindo Pour Lui, e que audições seriam realizadas. A segunda geração do BiS se desfez em 11 de maio de 2019, ao final da turnê "Are You Ready To Go?".
No mesmo dia da separação da segunda geração do BiS, Watanabe anunciou que realizaria audições fechadas para uma terceira geração do BiS, e os novos membros estrearam oficialmente no Tokyo Idol Festival em 4 de agosto de 2019. A terceira geração do BiS se desfez em 12 de janeiro de 2025.

## História

### 2010–2011: Formação, estreia eBrand-new idol Society
BiS foi formado em novembro de 2010 por Pour Lui, uma cantora solo conhecida como o "ícone do rock da nova era", que, após anunciar a sua retirada como solista, iria formar um grupo idol pelo qual ela iria pessoalmente fazer a audição das integrantes. Pour Lui já trabalhava com o produtor do grupo, Watanabe Junnosuke, em seu período solo e, de acordo com a própria, só criou o grupo pois odiava Junnosuke e queria irritá-lo. Com a formação contando com Pour Lui, Nozomi Hirano, Rina Yokoyama e Yukiko Nakayama, o grupo lançou o single "Taiyo no Jumon" em janeiro de 2011, distribuído gratuitamente em formato digital, pela gravadora independente Tsubasa. E entao, em março de 2011, foi lançado seu álbum de estreia independente Brand-new idol Society, que inclui o single "Taiyo no Jumon" e um cover de "One Day", canção originalmente lançada por Pour Lui em sua carreira solo.

### 2011: "My Ixxx", "Nerve", "Primal." e aumento da controvérsia
Após o lançamento de Brand-new idol Society, Rina Yokoyama deixou o grupo devido ao rumo que o mesmo estava seguindo; e em maio foi lançado o single digital "Interaction", em colaboração ao grupo Tengal6. Com uma formação de três integrantes, o grupo lançou o single "My Ixxx", uma canção pop rock que ganhou notoriedade devido ao seu vídeo musical em que as integrantes do grupo parecem estar completamente nuas, ilusão dada por roupas da cor da pele das garotas. Após isso, Yufu Terashima integrou o grupo como sua quarta integrante. O single "Nerve", originalmente lançado no álbum de estreia do grupo, foi lançado logo mais, em outubro; o design da sua embalagem é censurado devido a questões de direitos autorais, incorporando o que está implícito a ser uma rotação no logo de "NERV", como é destacado na franquia de anime Neon Genesis Evangelion. Seu terceiro single, "Primal.", foi lançado no dia 21 de dezembro. Naquele mês, no concerto solo Idol Is Dead, Yukiko Nakayama anunciou sua intenção de sair do grupo, deixando-o no dia 31.

### 2012: "Idol", era Avex e álbummajorde estreia
Em 31 de janeiro, foi lançado o single digital "Tofu", distribuído gratuitamente através do site oficial do BiS. A canção foi estreada durante o concerto ao vivo Idol Is Dead, realizado em dezembro do ano anterior, e sua letra foi escrita pelas integrantes do grupo, com uma temática lírica que mostra os sentimentos das mesmas.
Em 14 de março foi publicado o vídeo musical para uma canção intitulada "Idol" (アイドル, Aidoru), mostrando uma mudança radical no estilo do grupo. Trajadas em vestes de empregadas, as três integrantes do grupo dançavam e cantavam uma canção pop fofa, típica de grupos idol. "Talvez nem todos entendam de imediato, mas chegou a hora de mudar. [...] Me desculpem", comentou Pour Lui sobre a mudança súbita no estilo do grupo; além disso foi anunciado que, com a transformação de BiS em um grupo idol ortodoxo, Watanabe Junnosuke, seu produtor, estaria deixando seu cargo e separando-se de BiS. Posteriormente, em 10 de abril, foi publicado o vídeo para a canção "Idol" (IDOL), sendo revelado que o clipe publicado anteriormente, com sua paródia deliberada de grupos idol, não passava de uma brincadeira às custas de seus fãs; desculpando-se pela brincadeira, postaram um vídeo no site HMV onde foi revelado que tudo havia sido ideia de Junnosuke. O clipe para a verdadeira canção "Idol" mostra as integrantes como deusas das trevas sendo crucificadas, usando várias referências de natureza religiosa. Ambas as canções foram lançadas em um CD single vendido somente no site HMV, em abril, sendo o último lançamento do grupo pela gravadora independente Tsubasa.
Em 15 de abril, durante o concerto Killer BiS~"Idol" Kinen Party, foi anunciada a transferência do grupo para a gravadora major Avex, abrindo audições para novas integrantes, o que levou à entrada de Yurika Wakisaka e Rio Michibayashi, deixando BiS novamente com cinco integrantes. Mais tarde, em maio, foi lançado o álbum split ABiSCDiS, limitado em 1 000 cópias de vinil, pelo seu projeto paralelo de hip hop DiS, contendo remixes de canções originalmente lançadas por BiS. Seu primeiro lançamento pela Avex ocorreu em julho, e foi o single "PPCC", acrônimo para a frase-onomatopeia pero-pero chu-cchu, que pode ser traduzido como "lamber e beijar". Em outubro foi lançado o álbum major de estreia do grupo, intitulado Idol is Dead, contendo sete novas canções; além de "PPCC", um cover de "Our Song" (original de Shinichi Osawa) em um estilo shoegaze, e regravações de algumas de suas próprias canções, originalmente lançadas enquanto em uma gravadora independente. Na mesma época, uma curta série em anime sobre BiS, intitulada Backstage idol Story, foi transmitada pela Space Shower TV. Em 26 de setembro foi lançado o extended play (EP) limitado Bisukete. As integrantes Pour Lui e Yurika Wakisaka anunciaram a intenção de correr uma ultramaratona de 100 quilometros dentro de 24 horas, antes de realizar um concerto de 24 horas de duração logo em seguida. Nenhuma das integrantes completou o desafio, com Pour Lui abandonando-o depois de 60 quilometros, e Wakisaka, quem machucou o joelho durante a corrida, abandonando aos 86. Esse evento, documentado no vídeo musical para "Hitoribochi", levou Yurika Wakisaka a participar de menos eventos realizados pelo grupo por conta de seu estado, ficando ausente das atividades desde então até o dia 8 de janeiro de 2013.

### 2013: Trocas constantes de formação e intenção de dissolução
Em 9 de janeiro, foi lançado o single "Get You", em colaboração ao grupo idol Dorothy Little Happy. Em 13 de março foi lançado o single "BiSimulation" e em 16 de março, ao fim do concerto Who Killed Idol?, a integrante Yurika Wakisaka deixou o grupo por conta de problemas de saúde, como havia sido anunciado em fevereiro do mesmo ano. Uma das edições limitadas de "BiSimulation" contou com uma foto de Wakisaka como capa. Em maio, ao fim do concerto BiS4, Yufu Terashima deixou o grupo. Sua saída foi anunciada de forma súbita, em abril, diretamente do site oficial do grupo, onde a mesma desculpou-se e explicou os motivos mais tarde em seu blog pessoal; seu estado físico estava ruim, então não quis causar alguma inconveniência, decidindo então deixar o grupo. Três novas integrantes entraram para o grupo após isso: Saki Kamiya, Tentenko e First Summer Uika. Em junho, essa formação de seis integrantes lançou o single "Die", contendo um lado B produzido por Noriaki Tsuda, integrante da famosa banda de ska Kemuri. As capas de "Die" tem o tema de fukuwarai, um jogo japonês, comumente jogado durante o ano-novo japonês, em que são montados rostos em faces vazias; em duas das três edições inicialmente anunciadas são mostrados rostos montados com partes da face de várias integrantes, em um formato "surreal" de fukuwarai; uma edição mostra a face vazia de Nozomi Hirano. Seu vídeo musical foi gravado na casa de cada uma das integrantes, mostrando-as cantando no banheiro ou deitadas na cama, por exemplo. Relacionado ao título da canção, "Die", sua coreografia incorpora auscultação e ressuscitação cardiopulmonar. Além disso, como seu projeto paralelo em parceria com a banda noise Hijokaidan, BiS Kaidan, foi lançado o álbum BiS Kaidan; contendo sete faixas, inclui algumas versões cover de canções lançadas por BiS e de "Suki Suki Daisuki", originalmente por Jun Togawa, além de uma canção original. O grupo também fez uma aparição especial no vídeo musical para a canção "W.W.D II", do grupo Dempagumi.inc; além de realizar alguns concertos junto de Dempagumi.inc e lançarem o single "Denden Passion / Idol", vendido somente durante as apresentações realizadas em colaboração por ambos os grupos. Em 18 de setembro foi lançado o single de duplo lado A "Fly / Hi"; como duas faixas opostas, "Fly" é uma canção de rock emocional enquanto "Hi" é uma canção punk positiva. Posteriormente, no dia 22 do mesmo mês, Rio Michibayashi deixou o grupo; os motivos foram anunciados meses antes, Michibayashi retirou-se da carreira idol por não conseguir balanceá-la à procura de emprego. O vídeo musical para o single "Fly" compila cenas de outros clipes onde Michibayashi aparece, como forma de homenagem. No fim de outubro foi anunciada a entrada de uma nova integrante ao grupo, sendo revelado ser Junko Koshino, uma designer de moda com 74 anos de idade, famosa mundialmente. Koshino conseguiu entrar no grupo após passar pelas audições de forma secreta. Posteriormente foi explicado por  Pour Lui o motivo da adição de Junko Koshino ao grupo: "Nós sempre dissemos que precisavamos de uma integrante JK (JK, no Japão, é um acrônimo para Joshi Kosei, que significa "garota do ensino médio"), então realizamos audições e encontramos uma real JK para o grupo". Durante um evento realizado no Japão em 5 de novembro, Koshino foi nomeada uma integrante honorária do grupo, deixando-o e sendo trocada por Megumi Koshoji, anunciada em 10 de novembro como a sexta integrante do grupo. Ainda em novembro, BiS realizou novamente uma ultramaratona de 100 quilometros dentro de 24 horas. Durante o desafio, algumas das integrantes mostraram desconforto e dor corporal, chegando a parar por instantes, mas, passadas 23 horas, Saki
Kamiya encerrou o desafio; as outras integrantes vieram a encerrar o desafio no período de 24 horas.

### 2014:Who Killed Idol?e dissolução
Em janeiro foi lançado o single "Stupig", uma canção de hardcore cheia de elementos digitais como sintetizadores, e melodias sentimentais, produzida por Takeshi Ueda, integrante das bandas AA= e The Mad Capsule Markets. De acordo com o site Tokyo Girls' Update, "Stupig" é uma canção chocante e violenta porém emocional. Pour Lui, junto do principal produtor musical do BiS Kenta Matsukuma, formou uma banda chamada Lui Frontic Matsukuma Japan, que veio a lançar seu extended play (EP) de estreia, Japonica!!, em fevereiro. Durante uma apresentação gratuita realizada pelo grupo em 12 de fevereiro, foi anunciado que o BiS iria realizar um concerto na Yokohama Arena, onde o mesmo viria a encerrar as atividades ao fim da apresentação. Antes disso, a meta do grupo era de se dissolver ao fim de uma apresentação na arena Nippon Budokan, porém vários fatores fizeram com que isso fosse modificado. O lançamento de Who Killed Idol?, anunciado como último álbum do BiS como um grupo, ocorreu em 5 de março. O álbum inclui uma sequência para sua clássica canção "Primal.", intitulada "Primal.2", além de um cover de "Primal." por The Yellow Monkey. Entre 13 de abril e 29 de junho foi realizada sua última turnê, intitulada The BiS Who Sold The World Tour. Em maio foi lançado seu último single, "Final Dance / Nerve", onde a imagem do grupo tornou-se a de um típico idol. As capas do single e o vídeo musical de "Final Dance" foram feitos em Okinawa, onde mostram as integrantes vestindo biquíni. A canção foi escrita pelas mesmas, onde mostra os seus sentimentos sobre o fim do grupo. O single alcançou a quarta posição na parada semanal da Oricon, melhor posição alcançada por um single do grupo desde sua estreia. Em 2 de julho foi lançada a compilação Urya-Oi!!!, contendo versões regravadas de várias canções, de "Give Me Your Love Zenbu" (2011) à "Fly" (2013), com os vocais da formação de seis integrantes, boa parte com seus instrumentais atualizados; além de conter um segundo disco com versões cover de canções de vários artistas. Em 8 de julho foi realizado o concerto BiS Nari no Budokan, na Yokohama Arena para um público de 9 000 pessoas. A apresentação teve três horas e meia de duração, contando com um repertório de 48 canções. No local do concerto, havia um altar com fotos das integrantes onde os fãs poderiam deixar flores, dando a aparência de um funeral.

## Imagem e estilo musical
BiS adota uma imagem bem diferente de grupos idol tradicionais. Suas canções e vídeos musicais tocam em temas adultos como nudez, referências de natureza religiosa, mulheres adultas falando francamente sobre suas preocupações e medos, mostrando sentimentos de tristeza, futilidade e falta de ajuda; Pour Lui nota que alguns de seu vídeos são difíceis de se assistir, e Ryuta Ochi, funcionário da Avex, explica que "Elas [BiS] querem transformar eventos idol em algo deliberadamente feio". Por conta disso, foram conhecidas pela mídia como um "grupo idol alternativo", "anti-idol", e até mesmo como "garotas más do mundo idol". Suas integrantes sempre mostraram certo desprezo por grupos idol, promovendo-se sob o slogan "Idols em quem você pode tocar?!" (Idols you can touch?!), em contraresposta ao "Idols que você pode encontrar" (Idols you can meet), usado pelo grupo AKB48. Em uma entrevista para o site MTV 81, Pour Lui admitiu que as integrantes não se gostavam: "Idols normalmente fingem que são grandes amigas, mas nós não. [...] Somos somente colegas de trabalho". Ainda durante a entrevista, Pour Lui explicou que o conceito do título do álbum Idol Is Dead veio da ideia de que elas iriam assassinar todos os idols existentes como missão, ainda quando perguntadas sobre qual artista iria primeiro, Pour Lui citou AKB48: "E não seria uma integrante de cada, mas todas de uma única vez!", como um ídolo-cídio (trocadilho com a palavra genocídio). As integrantes do grupo já leiloaram online seus serviços de cozinha, lavagem de roupas e limpeza de casa pelo site Yahoo! Auctions, onde todas arrecadaram juntas o equivalente a R$34 656,35. Também posaram nuas para as revistas Quick Japan e Weekly Playboy, onde três delas apareceram cobertas por sêmen falso. Este tipo de abordagem, no entanto, fez do BiS um grupo profundamente odiado no Japão – com seus vídeos recebendo milhares de votos negativos no YouTube.
Desde sua estreia major, o grupo vem experimentando vários estilos musicais, como hardcore digital, noise e ska. O grupo faz bastantes canções J-pop guiadas por guitarras, mas algumas foram taxadas com outros gêneros; "Idol", por exemplo, foi considerada uma canção bubblegum black metal.

## Integrantes
| Formação final - Pour Lui (プー・ルイ) — Nascida em 20 de agosto de 1990 (34 anos) - Nozomi Hirano (ヒラノノゾミ) — Nascida em 15 de maio de 1992 (32 anos) - Saki Kamiya (カミヤサキ) — Nascida em 27 de setembro de 1991 (33 anos) - Tentenko (テンテンコ) — Nascida em 27 de agosto de 1990 (34 anos) - First Summer Uika (ファーストサマーウイカ) — Nascida em 4 de junho de 1990 (34 anos) - Megumi Koshoji (コショージメグミ) — Nascida em 28 de setembro de 1993 (31 anos) | Ex-integrantes - Rina Yokoyama (ヨコヤマリナ) — Período em atividade: formação–24 de junho de 2011 - Yukiko Nakayama (ナカヤマユキコ) — Período em atividade: formação–31 de dezembro de 2011 - Yurika Wakisaka (ワキサカユリカ) — Período em atividade: 15 de abril de 2012–16 de março de 2013 - Yufu Terashima (テラシマユフ) — Período em atividade: 9 de julho de 2011–26 de maio de 2013 - Rio Michibayashi (ミチバヤシリオ) — Período em atividade: 15 de abril de 2012–22 de setembro de 2013 Outras - Junko Koshino (コシノジュンコ) — Período em atividade: 29 de outubro de 2013–5 de novembro de 2013 |

## Discografia
| Como BiS - Brand-new idol Society (2011) - Idol Is Dead (2012) - Who Killed Idol? (2014) | Como DiS - ABiSCDiS (2012) Como BiS Kaidan - BiS Kaidan (2013) |

## Filmografia
| Ano  | Título | Diretor        | Distribuição          |
| ---- | --- | -------------- | --------------------- |
| 2012 | Idol Is Dead (アイドル・イズ・デッド)                                                                     | Yukihiro Kato  | Spotted Productions   |
| 2014 | Idol Is Dead -Non-chan no Propaganda Daisenso- (アイドル・イズ・デッド－ノンちゃんのプロパガンダ大戦争－) | Yukihiro Kato  | Spotted Productions   |
| 2014 | BiS Cannonball 2014 (BiSキャノンボール2014)                                                               | Matsuo Company | Space Shower Networks |

| Ano  | Título                                                      | Empresa transmissora               |
| ---- | ----------------------------------------------------------- | ---------------------------------- |
| 2012 | Backstage idol Story (バックステージ・アイドル・ストーリー) | Space Shower TV / Niconico Channel |

| Ano  | Título                                                 | Empresa transmissora |
| ---- | ------------------------------------------------------ | -------------------- |
| 2014 | BiS no Kaisango wo Kangaeru TV (BiSの解散後を考えるTV) | Tele-Asa Douga       |

## Publicações
- BiStory ~Idol wo Koroshita no wa Dare?~ (BiStory ～アイドルを殺したのは誰?～) — Publicado em 20 de agosto de 2013 pela editora M-On! Entertainment[142][143][144]
- BiS First Live Shashin-shu "MoBiSproof ~BiS no 7-kakan Senso" (BiSファーストライブ写真集「MOBiSPROOF ～BiSの7日間戦争」) — Publicado em 18 de outubro de 2013 pela editora Studs[145][146]
- Gekkan BiS×Yasumasa Yonehara (月刊BiS×米原康正) — Publicado em 10 de janeiro de 2014 pela editora E-Net Frontier[147][148][149]

## Turnês
- One-man Tour (2013)[150]
- BiS After All Tour (2014)[141]
- The BiS Who Sold the World Tour (2014)[106]

## Prêmios e indicações
| Ano  | Categoria                                            | Recipiente                           | Resultado |
| ---- | ---------------------------------------------------- | ------------------------------------ | --------- |
| 2012 | NSK Awards 2011 — Vídeo Musical Mais Estranho        | "Primal."                            | Venceu    |
| 2012 | NSK Awards 2011 — Maior Surpresa                     | "Nerve"                              | Venceu    |
| 2012 | NSK Awards 2011 — Melhor Vídeo Musical               | "Nerve"                              | Indicado  |
| 2012 | NSK Awards 2011 — Melhor Single                      | "My Ixxx"                            | Indicado  |
| 2013 | 5º CD Shop Awards — Grande Prêmio                    | Idol Is Dead                         | Indicado  |
| 2013 | NSK Awards 2012 — Vídeo Musical Mais Estranho        | "Idol"                               | Venceu    |
| 2013 | NSK Awards 2012 — Melhor Álbum do Ano                | Idol Is Dead                         | Venceu    |
| 2013 | NSK Awards 2012 — Melhor Canção de Álbum             | "Ash"                                | Indicado  |
| 2013 | NSK Awards 2012 — Melhor Canção de Álbum             | "Blew"                               | Indicado  |
| 2013 | NSK Awards 2012 — Melhor Canção de Álbum             | "Chelsea"                            | Venceu    |
| 2013 | NSK Awards 2012 — Melhor Momento                     | Idol Is Dead Repetition (concerto)   | Venceu    |
| 2013 | NSK Awards 2012 — Grupo Idol do Ano                  | BiS                                  | Venceu    |
| 2013 | NSK Awards 2012 — Melhor Vídeo Musical               | "Idol Is Dead"                       | Indicado  |
| 2013 | NSK Awards 2012 — Melhor Single                      | "PPCC"                               | Indicado  |
| 2014 | NSK Awards 2013 — Vídeo Musical Mais Estranho        | "Mura-Mura"                          | Venceu    |
| 2014 | NSK Awards 2013 — Melhor Lado B                      | "Demo Sayonara"                      | Indicado  |
| 2014 | NSK Awards 2013 — Melhor Lado B                      | "Mura-Mura"                          | Indicado  |
| 2014 | NSK Awards 2013 — Melhor Vídeo Musical               | "Mura-Mura"                          | Indicado  |
| 2014 | NSK Awards 2013 — Melhor Single                      | "Get You" (com Dorothy Little Happy) | Indicado  |
| 2014 | NSK Awards 2013 — Melhor Single                      | "Hi"                                 | Indicado  |
| 2014 | NSK Awards 2013 — Melhor Single                      | "Fly / Hi"                           | Indicado  |
| 2014 | NSK Awards 2013 — Melhor Single                      | "BiSimulation"                       | Indicado  |
| 2015 | NSK Awards 2014 — Vídeo Musical Mais Estranho        | "Stupig"                             | Venceu    |
| 2015 | NSK Awards 2014 — Vídeo Musical Mais Decepcionante   | "Nerve"                              | Venceu    |
| 2015 | NSK Community Idol Awards 2014 — Melhores Trajes     | "Stupig"                             | Venceu    |
| 2015 | NSK Community Idol Awards 2014 — Melhor Single       | "Stupig"                             | Indicado  |
| 2015 | Music Jacket Award 2015 — Capa de Álbum Mais Popular | Urya-Oi!!!                           | Indicado  |